# Da'Vine Joy Randolph
Da'Vine Joy Randolph (Filadelfia, 21 maggio 1986) è un'attrice statunitense.
Nel 2024 si è aggiudicata il Golden Globe, il Critics Choice Award, il Premio BAFTA, lo Screen Actors Guild Award e il Premio Oscar come miglior attrice non protagonista per la sua interpretazione nel film The Holdovers - Lezioni di vita. Dal 2021 interpreta il ruolo della detective Williams nella serie Only Murders in the Building, per il quale ha ottenuto una candidatura al premio Emmy.

## Biografia
Nata a Filadelfia, in Pennsylvania, ha studiato canto alla Temple University e recitazione alla prestigiosa Università Yale, diplomandosi col massimo dei voti e conseguendo il master. Nel 2012 debutta subito nel  West End di Londra con il musical Ghost, nel ruolo che fu di  Whoopi Goldberg, musical trasferitosi poi a Brodway a New York: per la sua performance ha ricevuto una candidatura per il Tony Award alla miglior attrice non protagonista in un musical. In seguito interpreta "Charmonique" nella serie TV comica della ABC Selfie, andata in onda per la prima volta il 30 settembre 2014.
Dal 2015 al 2017 Da'Vine doppia il personaggio di Christine nel cartone animato targato Netflix Mr. Peabody & Sherman Show. Nel 2016 fa parte del cast della scapestrata commedia di successo La festa prima delle feste, così come nel 2019 recita in un'altra commedia, al fianco di Sandra Bullock e Channing Tatum: The Lost City. Dal 2021 è nel cast ricorrente della serie Hulu Only Murders in the Building, mentre nel 2023 prende parte al film The Holdovers - Lezioni di vita, ruolo che le vale la vittoria del Golden Globe e dell'Oscar per la miglior attrice non protagonista.

## Filmografia

### Attrice

#### Cinema
- 90 minuti a New York (The Angriest Man in Brooklyn), regia di Phil Alden Robinson (2014)
- La festa prima delle feste (Office Christmas Party), regia di Will Speck e Josh Gordon (2016)
- Dolemite Is My Name, regia di Craig Brewer (2019)
- Kajillionaire - La truffa è di famiglia (Kajillionaire), regia di Miranda July (2020)
- L'ultimo turno (The Last Shift), regia di Andrew Cohn (2021)
- Gli Stati Uniti contro Billie Holiday (The United States vs. Billie Holiday), regia di Lee Daniels (2021)
- The Lost City, regia di Aaron e Adam Nee (2022)
- On the Come Up - Questa è la mia voce (On the Come Up), regia di Sanaa Lathan (2022)
- The Holdovers - Lezioni di vita (The Holdovers), regia di Alexander Payne (2023)

#### Televisione
- The Good Wife – serie TV, episodio 4x21 (2013)
- Selfie – serie TV, 13 episodi (2014)
- Un papà da Oscar (See Dad Run) – serie TV, episodio 3x09 (2014)
- This Is Us – serie TV, episodi 1x01-1x07-1x08 (2016)
- Veep - Vicepresidente incompetente (Veep) – serie TV, episodio 6x06 (2017)
- People of Earth – serie TV, 17 episodi (2016-2017)
- Empire – serie TV, 7 episodi (2017-2018)
- High Fidelity – serie TV, 10 episodi (2020)
- The Last O.G. – serie TV, 8 episodi (2021)
- Only Murders in the Building – serie TV, 12 episodi (2021-2024)
- The Idol – serie TV, 5 episodi (2023)

### Doppiatrice
- Mr. Peabody & Sherman Show – serie animata, 52 episodi (2015-2017)
- Trolls World Tour, regia di Walt Dohrn e David P. Smith (2020)
- Madagascar - I 4 dell'oasi selvaggia (Madagascar: A Little Wild) – serie animata, 8 episodi (2020-2022)
- The Guilty, regia di Antoine Fuqua (2021)
- Il gatto con gli stivali 2 - L'ultimo desiderio (Puss in Boots: The Last Wish), regia di Joel Crawford (2022)[9]

## Riconoscimenti
- Premio Oscar
  - 2024 – Migliore attrice non protagonista per The Holdovers - Lezioni di vita[10]
- Golden Globe
  - 2024 – Migliore attrice non protagonista per The Holdovers - Lezioni di vita[11]
- BAFTA
  - 2024 – Migliore attrice non protagonista per The Holdovers - Lezioni di vita[12]
- Critic's Choice Awards
  - 2024 – Migliore attrice non protagonista per The Holdovers - Lezioni di vita[13]
  - 2024 – Candidatura al miglior cast corale per The Holdovers - Lezioni di vita
- Tony Award
  - 2012 – Candidatura alla miglior attrice protagonista in un musical per Ghost
- NAACP Image Award
  - 2020 – Candidatura alla miglior attrice non protagonista cinematografica per Dolemite Is My Name
  - 2024 – Candidatura alla miglior attrice non protagonista cinematografica per The Holdovers - Lezioni di vita
- Black Reel Awards
  - 2020 – Miglior attrice non protagonista per Dolemite Is My Name
  - 2024 – Candidatura alla miglior interpretazione non protagonista per The Holdovers - Lezioni di vita
- Gotham Independent Film Awards
  - 2023 – Candidatura alla miglior interpretazione non protagonista per The Holdovers - Lezioni di vita
- Drama League Award
  - 2012 – Miglior performance per Ghost
- Outer Critics Circle Award
  - 2012 – Candidatura alla miglior attrice in un musical per Ghost
- Satellite Award
  - 2024 – Migliore attrice non protagonista per The Holdovers - Lezioni di vita
- Screen Actors Guild Award
  - 2024 – Migliore attrice non protagonista cinematografica per The Holdovers - Lezioni di vita[14]

## Doppiatrici italiane
Nelle versioni in italiano delle opere in cui ha recitato, Da'Vine Joy Randolph è stata doppiata da:
- Eva Padoan in The Lost City, The Holdovers - Lezioni di vita, Shadow Force, Eternity
- Alessia Amendola in High Fidelity, The Idol
- Alessandra Cassioli in La festa prima delle feste
- Domitilla D'Amico in Dolemite Is My Name
- Laura Romano in Gli Stati Uniti contro Billie Holiday
- Mariadele Cinquegrani in Only Murders in the Building
- Mattea Serpelloni in On the Come Up - Questa è la mia voce

Come doppiatrice è stata sostituita da:
- Ilaria Latini ne Il gatto con gli stivali 2 - L'ultimo desiderio